# Arm Cortex-M4

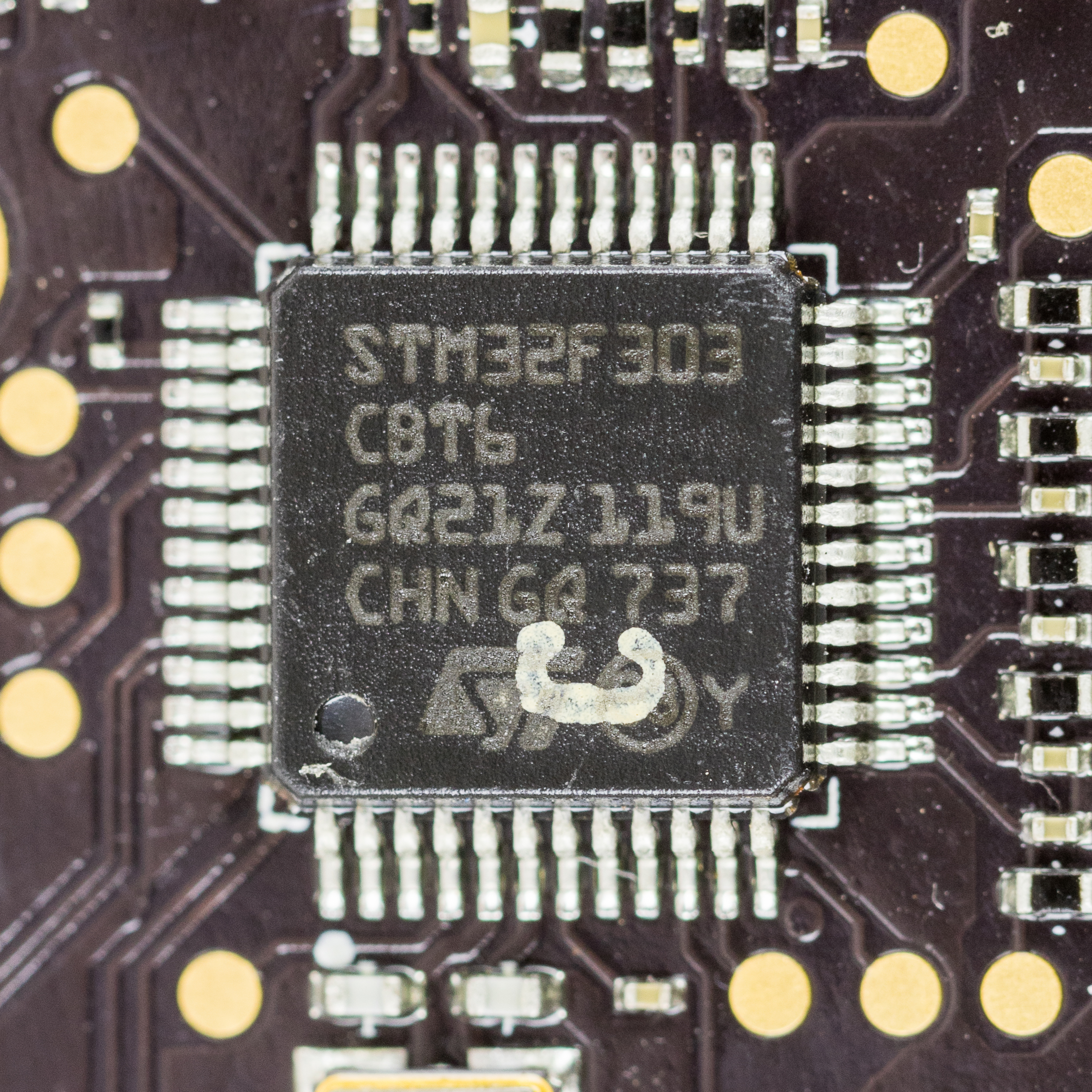
Arm Cortex M4: STMicroelectronics STM32F303

Der Cortex-M4 ist eine Architektur (Armv7-M) aus der Arm Cortex-M-Familie für Mikroprozessoren von ARM. Diese Architektur kann als Nachfolger für die ARM7 im Bereich der Mikrocontroller betrachtet werden.

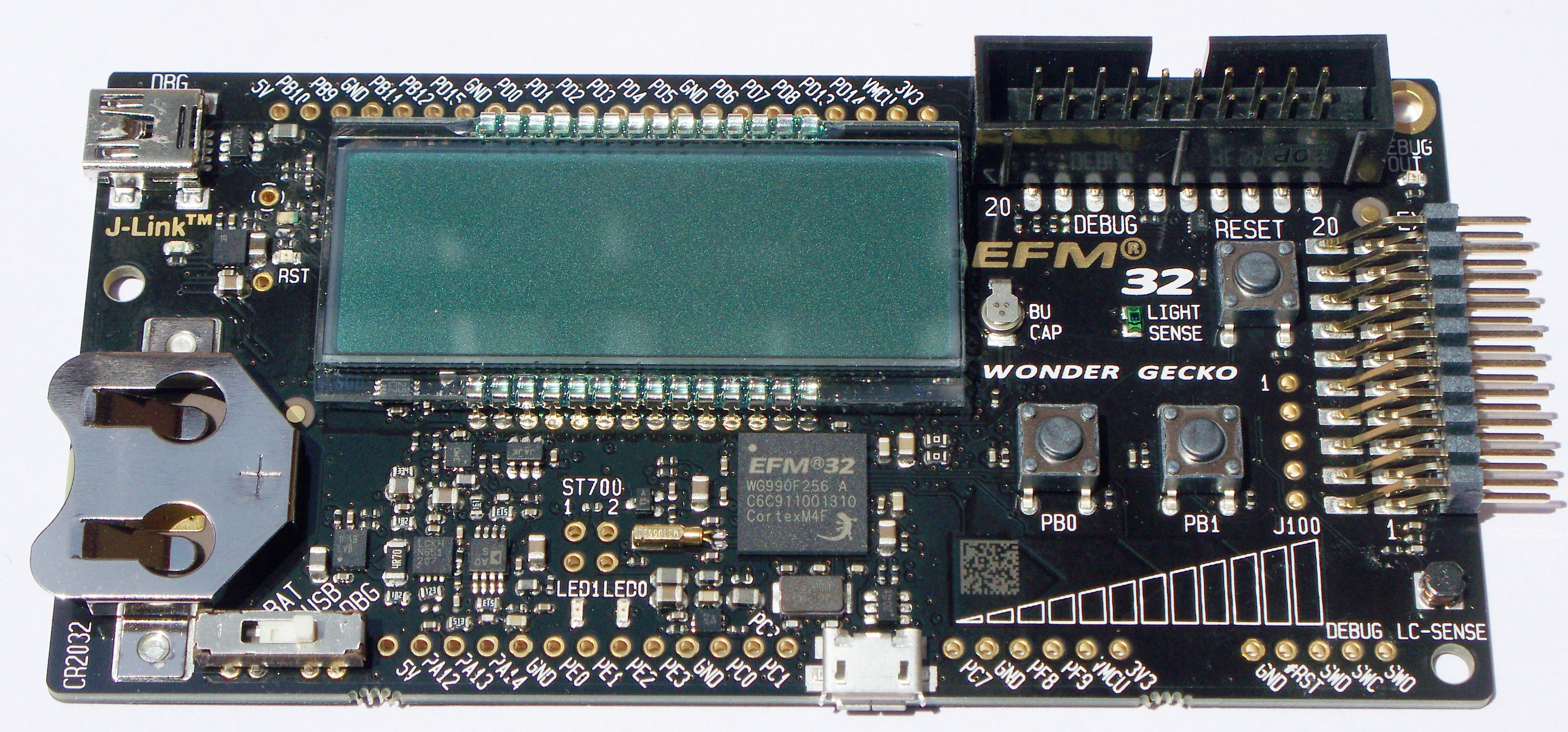
Entwicklungsboard mit Cortex-M4 (EFM32 in Bildmitte)

Der Arm-Cortex-M4-Prozessor wird von ARM mit der Eigenschaft efficient digital signal control belegt.
Vergleicht man einen Arm-Cortex-M4-Prozessor mit einem Arm-Cortex-M3-Prozessor, dann geht es im Wesentlichen um die nachfolgenden Erweiterungen:
- DSP – Digital Signal Processor
- FPU – Floating Point Unit

Die Gleitkommaeinheit ist optional. Ist diese vorhanden, heißt die Architektur dann Cortex-M4F.
Diese beiden Erweiterungen führen dazu, dass der Kern dann mehr als doppelt so groß wie bei einem Cortex M3 ist.
In der zeitlichen Reihenfolge wurden bei verschiedenen Herstellern ein Arm-Cortex-M4-Prozessor nach dem Arm-Cortex-M3-Prozessor entwickelt und dabei kleinere Chip-Strukturen verwendet (gilt oftmals auch für neuere Entwicklungen eines Arm-Cortex-M3-Prozessors). Beide Typen können dann mit mehr SRAM (bis zu 1 GB möglich) einen größeren (bis zu 1 GB möglich) und schnelleren Flash (0 Wait states) ausgestattet sein.

## Lizenznehmer
- Atmel: SAM4-Familie (Cortex-M4)
- Freescale: Kinetis-Familie (Cortex-M4 und Cortex-M4F)
- STMicroelectronics: STM32-F3/F4-Familie (Cortex-M4F)
- Infineon: XMC4000-Familie (Cortex-M4F)
- Texas Instruments: MSP432, Stellaris-LM4F- und Tiva-TM4C-Familie (Cortex-M4F)
- NXP Semiconductors: LPC4300-Familie (Cortex-M4)

## Referenzen
- arm Developer: Cortex-M Series. Abgerufen am 29. November 2020 (englisch).